# Speedo
Speedo er en australsk virksomhed og en af de største producenter inden for badetøj, både til konkurrence- og fritidssvømmere.

## Historie
Speedo blev grundlagt i 1914 af Alexander MacRae. I 1928 blev det officielle navn Speedo, efter at firmaet havde udviklet en af deres første racerdragter. Dette gjorde det til en af verdens første udviklere af specifikke dragter til svømning.
Under 2. verdenskrig blev næsten hele produktionen ændret til krigsformål, f.eks. myggenet. Efter krigen genoptog Speedo den normale produktion, og i 1951 blev Speedos aktier børsnoteret. I 1955 introducerede Speedo kunststoffet nylon som et stof til deres produktion af konkurrence svømmedragter. 
Olympiaden i 1956 i Melbourne blev den store debut for Speedos nye måde at producere svømmedragter på, det blev også en introduktion af nogle nye trusser til mænd, som i forvejen var kendt af branchen. Firmaet voksede hurtigt og kom nu også ind på det internationale marked, og de kunne i 1968, 1972 og 1976 reklamere med, at 70% af de medaljer der blev vundet i svømning, under olympiaden var vundet af svømmere, der brugte Speedos produkter.
Op gennem 1970'erne og 80'erne introducerede Speedo produkter fremstillet af andre kunststoffer som lycra. 
I de sene 1990'ere fokuserede firmaet mod "aquablade og fastskins", som er produkter til konkurrence- og elitesvømmere. Designerne bag disse dragter hævder, at dragterne reducerer vandmodstand i vandet ved at kopiere biologisk hud fra havdyr som fx hajer.
Skønt der stadig produceres de traditionelle trusser, er Jammer og konkurrence-dragterne det, som gjorde firmaet berømt. Noget af Speedo's konkurrence svømmetøj dækker lårene og helt ned til knæene, hos både herre-og dame halvdragter. Firmaet fortsætter ligeså med at producere normalt svømmetøj, svømmebriller, ørepropper, badehætter, håndklæder, sportstøj og andet logo tøj, stopure, sandaler, beach volleyball og triathlon produkter, livredderudstyr og træningsudstyr både til konkurrence- og fornøjelsessvømmere.